# Rubén Hinojosa
Rubén E. Hinojosa (20 de agosto de 1940) é um político americano, filiado ao Partido Democrata.